# آب‌انبار بهمن‌آباد
آب‌انبار بهمن‌آباد مربوط به اواخر دوره صفوی است و در شهرستان داورزن، مجاور مسجد قدیمی روستای بهمن‌آباد واقع شده و این اثر در تاریخ ۲۴ اسفند ۱۳۸۴ با شمارهٔ ثبت ۱۵۲۴۲ به‌عنوان یکی از آثار ملی ایران به ثبت رسیده‌است.